# Cellular digital packet data
Сотовая цифровая пакетная передача данных (англ. Cellular Digital Packet Data, CDPD) — протокол передачи данных, использовавшийся, как правило в мобильных телефонах стандарта AMPS. Скорость могла достигать 19,2 кбит / с. Обслуживание было прекращено в связи с устареванием AMPS, на смену CDPD пришли 1xRTT, EV-DO и UMTS/HSPA.
CPDP был разработан в начале 1990-х годов. Тем не менее, ему было трудно конкурировать с существующей более медленными, но более дешевыми Mobitex и DataTAC, и не получил широкого распространения до более новых, быстрых стандартов, таких как GPRS.
CDPD имела очень ограниченные потребительские товары. Компания AT&T Wireless первой продавала технологию в Соединенных Штатах под маркой PocketNet. Это был один из первых продуктов, беспроводной веб-службы. Digital Ocean, Inc., имевшая лицензию ОЕМ Apple Newton, продавала продукт Seahorse, который интегрировал карманный компьютер Newton, AMPS/CDPD-телефоны и модем вместе с веб-браузером в 1996 году. Компания под названием OmniSky предоставляла услуги для устройств Palm V. Cingular Wireless позже продавал CDPD под брендом Wireless Internet (не путать с Wireless Internet Express, бренд для GPRS/EDGE). PocketNet в целом считался недостаточно конкурентоспособным в сфере услуг 2G, в отличие беспроводной сети оператора Sprint. AT&T Wireless продавал четыре модели телефонов PocketNet: две модели стандарта AMPS/CDPD PocketNet (Samsung Duette и Mitsubishi MobileAccess-120) и две модели IS-136/CDPD (Mitsubishi Т-250 и Ericsson R289LX).
Несмотря на ограниченный успех среди частных клиентов, CDPD была принята в ряде корпоративных и государственных сетей. CDPD был особенно популярен как первое поколение, решившее проблемы передачи данных для устройств телеметрии и мобильных терминалов данных.
В 2004 году было объявлено о закрытии обслуживания CDPD. В июле 2005 года CDPD-сети AT&T Wireless и Cingular Wireles были закрыты.

## CDPD-сеть
Основными элементами сети CDPD являются:
1. Конечная система: физические и логические конечные системы, которые обмениваются информацией.
2. Промежуточные системы: элементы инфраструктуры CDPD, которые хранят, посылают и распределяют информацию.

Есть 2 вида конечных систем:
1. Конечная мобильная система: абонентское устройство для доступа к сети CDPD по беспроводному интерфейсу.
2. Стационарная конечная система : обычно хост/сервер, подключенный к опорной сети CDPD и обеспечивает доступ к конкретному приложению и данными.

Есть 2 вида промежуточных систем:
1. Общая промежуточная система: простой маршрутизатор без знания вопросов мобильности
2. Система промежуточной передачи мобильной данных: специализированная промежуточная система, маршрутизирующая данные на основе знаний о текущем расположении конечной мобильной системы. Это набор аппаратных и программных функций, которые обеспечивают регистрацию, биллинг, аутентификацию, шифрование и так далее.